# Musiques métisses
Pour les articles homonymes, voir Musique métisse.
Musiques métisses, stylisé Musiques Métisses, est un festival de musique organisé à Angoulême, en France. Il est fondé en 1976 par Christian Mousset, présidé de 1981 à 2015 par Olivier Cazenave, par Eddy L. Harris de 2015 à 2020, et par Annette Feuillade Masson depuis 2020.
Depuis plus de 40 ans, des milliers d’artistes venus du monde entier se sont produits sur les différentes scènes du festival. Chaque année, entre 6 000 et 8 000 visiteurs répondent à l’invitation. Depuis 2018, le festival a lieu le premier week-end de juin.

## Histoire

### Débuts
Le Festival Musiques Métisses d'Angoulême, organisé par l'association homonyme, est fondé en 1976 sous l'impulsion de Christian Mousset. Son projet artistique a depuis lors considérablement évolué. Nommé à l'origine « Jazz en France » et consacré au jazz et aux musiques improvisées françaises et européennes, il commence rapidement à intégrer les musiques populaires et urbaines d'Afrique, de la Caraïbe, d'Amérique latine et de l'Océan Indien. C'est alors la première manifestation à mettre en valeur les artistes des départements d'outre-mer dont l'audience se limitait jusqu'alors aux publics des DOM-TOM. Le terme « Musiques métisses » fait son apparition sur les affiches du festival en 1985.
Jouant un rôle de pionnier, le festival fait découvrir la richesse et la diversité des musiques actuelles du Sud et leur importance dans la sono mondiale, et combat l'idée que seuls les Occidentaux ont le monopole de la modernité. De nombreux musiciens, internationalement reconnus, ont fait leur première grande scène française à Angoulême, parmi tant d'autres Salif Keïta, Johnny Clegg, Bonga, Khaled, Cheb Mami, Compay Segundo, Celia Cruz, Tito Puente, Danyèl Waro, Rokia Traoré, Kassav', Doudou N'diaye Rose, Ismaël Lô, Fal Frett, Elida Almeida, et Cesaria Evora.
Musiques métisses met également en valeur tous les courants nés en France, de la rencontre et de la confrontation enrichissantes entre les musiciens de l'hexagone et ceux issus des pays d'immigration. Il est le premier à faire découvrir les grands musiciens du Sud et ceux des diasporas. 

### Années 2010 et difficultés
Accompagnant les mutations de la société française, le festival illustre et défend la diversité et le métissage culturel. Il facilite la circulation des artistes, contribue à l'enrichissement des couleurs musicales en favorisant l'échange, la rencontre, la création et soutient et développe les carrières de jeunes musiciens émergents. Musiques métisses a ainsi pu accueillir des artistes de renommée nationale comme Abd al-Malik, Les Rita Mitsouko, Claude Nougaro mais aussi mondiale : Rachid Taha, Manu Dibango, Ray Lema, et Jimmy Cliff. Du point de vue des professionnels, Musiques métisses est à l'origine de la création du premier réseau européen de festivals et de professionnels spécialistes des musiques du monde : Zone franche, et accompagne l'émergence des professionnels du sud. Il exporte son savoir-faire au Japon, aux États-Unis, au Canada, en Afrique et maintenant au Brésil (musicas mestiças à Salvador de Bahia en 2010), et fait bénéficier de son expertise des festivals, tourneurs, producteurs, musiciens, auxquels il a permis de s'intégrer dans le milieu professionnel.
En 2011, Musiques métisses constituait un évènement incontournable pour les artistes de la sono mondiale et les professionnels du monde entier. Chaque année, de nombreux programmateurs français et étrangers viennent découvrir de nouveaux talents, un grand nombre de contrats et de tournées nationales et internationales a d'ailleurs été signé à Angoulême.
Le 22 décembre 2015, le festival manque de disparaître à cause d'un déficit de 140 000 €, dû notamment au désengagement de la ville d'Angoulême et du Département dans l'organisation et le financement de l'événement. Finalement, le festival survit : notamment grâce à La Nef, salle de musiques actuelles de GrandAngoulême, qui l’accueille pendant trois années consécutives, permettant ainsi à l’association de trouver un nouveau souffle, d’assainir ses finances et de repenser son identité.

### Renouveau
En 2019, le festival renoue avec ses origines et les bords de Charente au pied du centre-ville. Il s'implante dorénavant pendant 3 jours sur l'esplanade des Chais Magelis et les jardins alentour. 
La 45e édition prévue du 29 au 31 mai 2020 est reportée une première fois en 2021 (du 4 au 6 juin) en raison de la pandémie de Covid-19, avant d’être à nouveau reportée au week-end des 10, 11 et 12 septembre 2021, toujours pour la même raison. Le festival est dirigé par Annette Feuillade Masson depuis 2020.

## Activités associées

### Littératures métisses
Le festival Musiques Métisses propose également un volet littéraire depuis 2000 appelé Littératures métisses. Des auteurs des quatre coins du monde y sont conviés, afin de présenter leurs œuvres, tous genres confondus.
Littératures métisses accueille des auteurs comme Gaël Faye, Mohamed Mbougar Sarr, Loo Hui Phang ou Tania de Montaigne, et des nouveaux talents de l'époque tels que Sofia Aouine et Sabyl Ghoussoub. Pour favoriser l’accès à la culture pour tous, les auteurs invités interviennent également dans un format « Hors Les Murs », auprès des différents acteurs de la filière littéraire de l’agglomération, du département et de la région.

### Ciné Métis
Ciné Métis est le volet cinéma du festival. Il propose chaque année une sélection de films, en partenariat avec le Cinéma de la Cité Internationale de la Bande-Dessinée et de l’Image. Certains films font également l’objet d’un débat à l’issue de leur projection, en présence des équipes du film et d’intervenants extérieurs.

### Casamarmaille
Les familles constituant une part importante de son public, Musiques Métisses a à cœur de développer Casamarmaille, son espace destiné au jeune public. Des animations pour tous les goûts et tous les âges y sont proposées : spectacles, jeux, ateliers, maquillage, etc. Pour faciliter la venue des familles, le festival est gratuit pour les moins de 15 ans.

## Descriptions de l'association
Musiques métisses développe plusieurs autres projets tout au long de l’année, en particulier en médiation culturelle.

### Écologie
Musiques métisses est signataire de la charte Drastic on Plastic, qui vise à réduire ses déchets et le recours aux plastiques. L’association s’est également engagée dans plusieurs projets visant à réduire son impact écologique, sur le festival mais également tout au long de l’année.

### Radio Livre
En partenariat avec Rhizome Media, Musiques métisses propose à des classes de collège de se familiariser avec le médium radiophonique, en préparant une interview d’un auteur invité au festival, réalisée dans les conditions du direct et diffusée sur des radios partenaires.

### PEAC
Musiques métisses prend part aux PEAC (Projets d’Éducation Artistique et Culturelle) pilotés par GrandAngoulême. L’association invite généralement des groupes à venir rencontrer les élèves pour leur faire découvrir leur univers et les accompagner dans l’élaboration de chansons. D’autres projets, tels que la découverte de la notion d’upcycling sont également en cours de préparation.

### Zaï Zaï
Musiques métisses s’est engagé, avec d’autres acteurs culturels du territoire angoumoisin, dans le développement d’une radio participative, Zaï Zaï, lancée en septembre 2020. Elle prend la suite de la webradio Zig Zag relancée en 2018, visant à faire renaître la radio éponyme, ayant émis sur les ondes entre 1986 et 1990.

### Rencontres nomades
En 2020, face à la situation sanitaire et l’annulation des festivals, l’association a répondu à l’appel de la Communauté d’Agglomération Rochefort Océan (CARO) pour proposer un festival gratuit et itinérant au mois d’août, dans les communes de l’agglomération de Rochefort. À bord de la caravane/scène itinérante de Musiques Métisses, auteurs et artistes de produisent dans des lieux atypiques pendant trois jours. Face au succès de la première édition, les Rencontres Nomades sont reconduites pour l’été 2021.

### Siestes musicales
En partenariat avec différents acteurs culturels du territoire (Musée d’Angoulême, La Nef ...), Musiques Métisses propose des siestes musicales.
Confortablement installé dans des transats, le public (re)découvre l’histoire et la modernité musicale de territoires au son des musiques du monde. L’éventail des cultures ainsi visitées est large : du reggae au fado d’Istanbul à Johannesbourg, du raï à la salsa de Bamako à Oslo ou autour d’un label discographique. C’est un moment privilégié pour déconnecter de sa propre réalité, ouvert à toutes les envies de voyages et à tous les gourmands de culture d’ailleurs plus ou moins lointains.

### Coproductions
Musiques Métisses collabore avec La Nef pour la coproduction de concerts. Ont été accueillis Lomepal, Caballero & JeanJass, Flavia Coelho ou encore Tony Allen.